# Detention (Computerspiel)
Detention (chinesisch 返校) ist ein Survival-Horror-Adventure-Videospiel, das vom taiwanischen Spieleentwickler Red Candle Games entwickelt wurde. Es ist ein Horror-2D-Sidescroller, der in den 1960er Jahren in Taiwan unter Kriegsrecht spielt. Das Spiel enthält auch religiöse Elemente, die auf der taiwanischen Kultur und Mythologie basieren. Das Spiel wurde am 13. Januar 2017 veröffentlicht. Eine Demoversion wurde am 13. Juni 2016 über Steam Greenlight veröffentlicht.

## Setting
Die Schüler Wei und Ray, die in den 1960er Jahren in Taiwan zur Zeit des Weißen Terrors lebten, befinden sich in der Greenwood High School (翠華中學), die sich in einer abgelegenen Bergregion befindet. Der Ort, den sie einst kannten, hat sich in beunruhigender Weise verändert und wird von bösen Kreaturen heimgesucht, die als die „Hinterbliebenen“ (魍魎) bekannt sind. Während sie sich vor den wütenden Monstern verstecken, enthüllen die Protagonisten Geheimnisse, die langsam die dunkle Vergangenheit der verfluchten Schule aufdecken.

## Handlung
Während der White Terror Period in Taiwan schläft Wei Chung Ting (魏仲廷) in der Klasse ein, als Instruktor Bai (白教官) eintrifft, um die Lehrerin Miss Yin Tsui Han (殷翠涵) zu einer bestimmten Bücherliste zu befragen. Später erwacht er, um den Campus wegen eines eintreffenden Taifuns verlassen zu finden, trifft aber auf eine schlafende Senior-Klassenkameradin, Fang Ray Shin (方芮欣), während er durch das Auditorium geht. Als die Brücke vom Fluss überflutet wird, beschließen sie, den Sturm in Weis Klassenzimmer auszusitzen. Wei beschließt, nach einem Telefon zu suchen, und das Spiel wechselt zu Ray, die wieder im Auditorium aufwacht, diesmal in einer albtraumhaften Version der Schule mit We's Leiche, die kopfüber von der Decke der Bühne hängt. Ray wandert durch den Rest der Schule, vermeidet verschiedene Arten von Geistern, löst Rätsel, findet Hinweise, und Rays Geschichte wird langsam zusammengesetzt:
Ray war eine kluge Schülerin der Greenwood High School, entwickelte aber nach familiären Problemen eine Depression, die ihre Schulleistung beeinträchtigte und dazu führte, den Schulberater Chang Ming Hui (張明暉) zu treffen, mit dem sie eine romantische Beziehung aufbaute. Was Ray nicht wusste, war, dass Chang Yin auch dabei half, verbotene Bücher für einen illegalen Buchklub zu schmuggeln, in dem Wei Mitglied war. Nachdem ihre Beratungssitzungen beendet waren, beendete Chang ihre Beziehung, sodass Ray erneut depressiv wurde. Sie hörte Yin und Changs Gespräch, wobei Yin Chang damit konfrontierte, wie seine und Rays Beziehung ihren Buchklub gefährden kann, und interpretierte es so, als wollte Yin versuchen, ihr Chang wegzunehmen. In der Nacht des Sturms überzeugte Ray Wei, ihr die Leseliste zu geben, die sie dem Instruktor Bai, einem Militäroffizier, der Greenwood zugeteilt wurde, übergab, in der Annahme, dass Yin gefeuert werden würde. Doch Yin floh aus dem Land, bevor sie geschnappt werden konnte. Wei und die anderen Mitglieder wurden trotz der Versuche, die Bücher loszuwerden, für 15 Jahre inhaftiert, und Chang wurde hingerichtet. Ray wurde für ihre Taten ausgezeichnet, aber von ihren Klassenkameraden als Spitzel gebrandmarkt. Verstört von Schuldgefühlen und Changs Tod, sprang sie von einem Schulgebäude. Im Spiel durchläuft Rays Seele einen Zyklus ihrer Erinnerungen, während sie sich weigert, ihre Schuld zu akzeptieren.
Gegen Ende stellt ihr Rays Schatten eine Reihe von Fragen. Wenn der Spieler sich weigert, ihre Fehler einzugestehen, sagt der Schatten, dass sie und Ray nicht gleich sind, und Ray geht einen Pfad entlang eines Flusses aus Blut, wobei Wei, Chang und Yin ihr sagen, dass der Zyklus nicht enden wird. Sie betritt das Auditorium, wo man ihr applaudiert, während ihr Schatten ihr eine Schlinge überreicht, mit der sie sich aufhängt. Das Auditorium geht wieder in den gegenwärtigen Zustand über, während die Schlinge auf der Bühne bleibt, und Rays Seele den Zyklus wiederholt. Wenn sie Schuld und Reue zeigt, findet sie ein Papierflugzeug mit einer Botschaft der Liebe und des Abschieds von Chang und wird in sein Büro geführt. Sie wird Zeuge von Changs Verhaftung, und er sagt Ray, dass Menschen geboren werden sollten, um frei und ohne Angst vor Unterdrückung zu leben.
Das Spiel wechselt zurück zu Wei, einem alten Mann (der sich als der zufällige Mann herausstellte, den Ray früher im Spiel durch die Schule hat wandern gesehen); er wurde nach dem Weißen Terror begnadigt. Sein Tagebuch enthüllt, dass Yin den Rest ihres Lebens im Ausland verbrachte und sich gegen die Unterdrückung des Landes aussprach, aber schließlich dem Krebs erlag. Er geht in sein altes Klassenzimmer und sitzt an seinem Schreibtisch, während Rays Geist über ihm thront, wie sie es zuvor getan haben, als Ray ihren endlosen Todeszyklus im Fegefeuer beendet.

## Entwicklung
Das Konzept des Spiels stammt von dem Mitbegründer von Red Candle Games, Shun Ting Yao. Im Februar 2017 erschien ein auf dem Spiel basierender Roman des Schriftstellers Ling Jing. Die Hintergrundmusik von Detention wurde vom taiwanischen Komponisten Weifan Chang komponiert. Der Soundtrack wurde mit dem Spiel auf Steam als DLC veröffentlicht.

## Rezeption
Das Spiel wurde von Kritikern positiv bewertet. Rely On Horror gab dem Spiel eine Wertung von 9 von 10 Punkten und sagte: „Jede Facette von Detention bewegt sich in einem harmonischen Gleichschritt zu einer unvermeidlichen Tragödie, die die Welt um einen herum ertränkt.“ Als das Spiel im Januar 2017 veröffentlicht wurde, war die Resonanz auf Steam „überwältigend positiv“. Detention führte die Rangliste der Spiele auf Steam in Taiwan an und erreichte innerhalb von 3 Tagen nach Veröffentlichung den dritten Platz im Steam-Ranking weltweit.
Im ersten Monat der Veröffentlichung erreichte Detention mit 8,4 die höchste Benutzerbewertung des Jahres und wurde von Metacritic nach Resident Evil 7: Biohazard zum zweitbesten PC-Spiel des Jahres gekürt.

## Verfilmung
Eine Filmadaption wurde am 20. September 2019 von Warner Bros. Taiwan veröffentlicht.
Am 5. Dezember 2020 veröffentlichte Netflix weltweit eine Serienadaption unter dem Titel Detention.